# Bellini (còctel)
El Bellini és un còctel oficial IBA pertanyent a la categoria d'espumosos, basat en vi blanc espumós, generalment amb espumós originalment prosecco i polpa de préssec fresc. És internacionalment un dels còctels més famosos d'Itàlia.

## Història
El Bellini va ser inventat el 1948 per Giuseppe Cipriani, barman del Harry's Bar a Venècia, qui va nomenar el còctel amb el cognom del pintor venecià Giovanni Bellini pel color rosa de la pintura el Giambellino. La beguda es va convertir en una especialitat de la casa a Harry's Bar a Venècia, un dels llocs favorits per Ernest Hemingway, Gianni Agnelli, Sinclair Lewis i Orson Welles. Més tard també es va fer molt popular al Harry's Bar de Nova York després que un empresari francès establís una ruta comercial per transportar polpa de préssecs entre els dos llocs, el còctel es va convertir en un clàssic ara estès a tots els bars del món.

## Recepta

### Ingredients
- 10 cl de prosecco
- 5 cl de polpa de préssec

### Procediment d'elaboració
La recepta original requereix l'ús de polpa i suc de préssec blanc de Verona, triturat i sense barrejar, barrejat lentament amb prosecco per no causar una pèrdua excessiva de gas, tot servit en una copa flauta.